# Фантеле (Сондрио)
Фантеле је насеље у Италији у округу Сондрио, региону Ломбардија.
Према процени из 2011. у насељу је живело 60 становника. Насеље се налази на надморској висини од 1697 м.